# Nie wiem
Nie wiem (englischer Titel: I don’t know) ist ein Dokumentarfilm des polnischen Regisseurs Krzysztof Kieślowski aus dem Jahr 1977.

## Handlung
Der Film behandelt Korruption und Vorteilsnahme in einem polnischen Betrieb. 

## Hintergrund
Im Interview mit Danusia Stok erzählte Kieślowski: „Der Film ist das Geständnis eines Mannes, der der Direktor eines Betriebs und gleichzeitig Parteimitglied war. Aber er war Gegner der mafiaartigen Organisation von Parteimitgliedern, die in der Firma oder der Region aktiv waren. Und sie haben ihn komplett fertig gemacht.“ Das war auch der Grund, dass der Mann nach umfangreichen Vor- und Dreharbeiten plötzlich wieder absprang und den Film trotz größter Anonymisierung nicht gezeigt haben wollte. Kieslowski gab sich diesem Wunsch geschlagen und verweigerte dem Fernsehen auch in den 80er-Jahren die Ausstrahlung, obwohl er immer wieder darum gebeten wurde.